# Damir Skomina
Damir Skomina (sinh ngày 5 tháng 8 năm 1976 ở Koper) là trọng tài bóng đá UEFA người Slovenia.

## Tiểu sử
Skomina là trọng tài thứ 4 trong một trận đấu tại UEFA Euro 2008. Ông là trọng tài trận tứ kết của giải đấu bóng đá tại Thế vận hội Mùa hè 2008. Skomina làm trọng tài trận đấu tại vòng 16 đội của UEFA Champions League 2011-12 giữa Arsenal và Milan. Ông cũng làm trọng tài trận tứ kết ở UEFA Champions League 2011-12 giữa Chelsea và Benfica tại Stamford Bridge.
Tại UEFA Euro 2012, Skomina đã làm trọng tài trong 3 trận đấu: 2 trận vòng bảng và 1 trận tứ kết giữa Đức và Hy Lạp. Cuối năm đó, ông được bổ nhiệm làm trọng tài tại Siêu cúp châu Âu 2012 giữa Chelsea và Atlético Madrid.
Anh ta là trọng tài thứ 4 ở Chung kết UEFA Champions League 2013.
Damir Skomina được công bố là trọng tài cho trận đấu lượt về bán kết Champions League của Real Madrid với Manchester City tại Sân vận động Bernabéu vào ngày 4 tháng 5 năm 2016.
Anh ta đã là trọng tài chính Vòng 16 đội giữa Anh và Iceland tại Euro 2016, cũng như trận tứ kết giữa Bỉ và xứ Wales.
Anh được bổ nhiệm làm trọng tài cho trận chung kết UEFA Europa League 2016-17 giữa Manchester United F.C. và Ajax Amsterdam tại Friends Arena ở Stockholm, Thụy Điển vào ngày 24 tháng 5 năm 2017.